# 圣彼埃尔.德.克拉日
圣彼埃尔.德.克拉日小镇是坐落于瑞士瓦莱州的一个小城镇。1376年，圣彼埃尔.德.克拉日小镇与沙莫松城镇合并。
小镇以其建造于11世纪的教堂及其中的八角形钟楼闻名于世。作为瑞士图书城镇，小镇亦会举办年度图书节。
小镇矗立英国籍中国比利时裔女作家韩素音的半身像。韩素音像于2008年由瓦莱州政府揭幕。